# Mile Elm
Mile Elm – osada w Anglii, w hrabstwie Wiltshire. Leży 42 km na północ od miasta Salisbury i 131 km na zachód od Londynu.